# Frances Bergen
Frances Bergen, nata Frances Westerman (Birmingham, 14 settembre 1922 – Los Angeles, 2 ottobre 2006), è stata un'attrice statunitense.

## Vita privata
Dal 1945 alla sua morte, avvenuta nel 1978, è stata sposata con l'attore e ventriloquo Edgar Bergen. La coppia ha avuto due figli; la maggiore è l'attrice Candice Bergen.

## Filmografia parziale

### Cinema
- Titanic, regia di Jean Negulesco (1953)
- Tra due amori (Her Twelve Men), regia di Robert Z. Leonard (1954)
- Interludio (Interlude), regia di Douglas Sirk (1957)
- American Gigolò (American Gigolo), regia di Paul Schrader (1980)
- Ricche e famose (Rich and Famous), regia di George Cukor (1981)
- La stangata II (The Sting II), regia di Jeremy Kagan (1983)
- Condannato a morte per mancanza di indizi (The Star Chamber), regia di Peter Hyams (1983)
- I Muppet alla conquista di Broadway (The Muppets Take Manhattan), regia di Frank Oz (1984)
- Il mattino dopo (The Morning After), regia di Sidney Lumet (1986)
- Eating, regia di Henry Jaglom (1990)
- Made in America, regia di Richard Benjamin (1993)

### Televisione
- Yancy Derringer – serie TV, 19 episodi (1958-1959)
- The Dick Powell Show – serie TV, episodio 2x01 (1962)
- Hollywood Wives (1985)
- Nutcracker: Money, Madness & Murder (1987)
- La signora in giallo (Murder, She Wrote) – serie TV, episodio 5x02 (1988)
- Murphy Brown (1990-1998)